# Liste der Monuments historiques in Saint-Nolff
Die Liste der Monuments historiques Saint-Nolff führt die Monuments historiques in der französischen Gemeinde Saint-Nolff auf.

## Liste der Bauwerke
| Bezeichnung         | Beschreibung | Standort                 | Kennzeichnung | Schutzstatus | Datum | Bild |
| ------------------- | ------------ | ------------------------ | ------------- | ------------ | ----- | ---- |
| Kapelle Sainte-Anne |              | Place du Calvaire (Lage) | PA00091698    | Inscrit      | 1929  |      |
| Wegekreuz           |              | Rannuec (Lage)           | PA00091700    | Inscrit      | 1929  |      |
| Kreuz               |              | Saint-Colombier (Lage)   | PA00091699    | Inscrit      | 1929  |      |
| Kirche St-Mayeul    |              | Place du Calvaire (Lage) | PA00091701    | Inscrit      | 1929  |      |

## Liste der Objekte
- Monuments historiques (Objekte) in Saint-Nolff in der Base Palissy des französischen Kultusministeriums